# Chlidonoptera
Genre
Chlidonoptera est un genre d'insectes de la famille des Hymenopodidae (ordre des Mantodea).

## Répartition
Les espèces de ce genre se rencontrent en zone afrotropicale et plus particulièrement en zone tropicale humide et en zone équatoriale depuis l'Afrique de l'Ouest à l'Afrique de l'Est en passant par l'Afrique Centrale. Elles sont notamment présentes au Sierra Léone, au Libéria, en Côte d'ivoire, au Ghana, au Cameroun, au Gabon, au Congo, en République démocratique du Congo, en Ouganda et en Tanzanie.

## Description

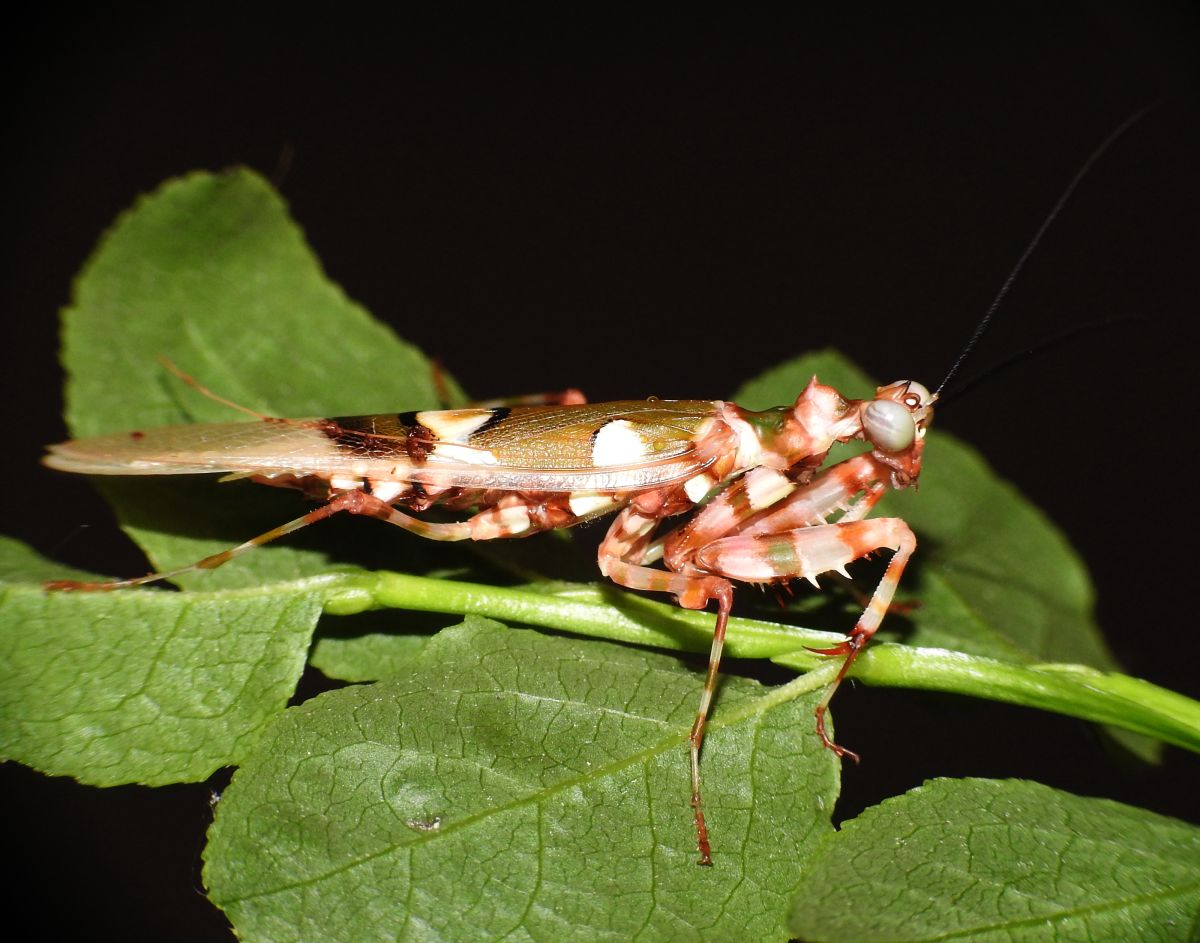
Chlidonoptera lestoni

La principale caractéristique morphologique de ce genre est la présence d'une tache jaune relativement grande sur les élytres située entre deux arcs de cercle noirs. Il regroupe des mantes de taille moyenne et de couleurs vives très semblables au genre Pseudocreobotra mais dont les extrémités inférieures du frons et du clypéus sont très courtes et émoussées et la protubérance du vertex est plus courte.
La partie frontale du clypéus présente deux carènes espacées longitudinalement. La base du clypeus est surélevée. Le vertex est très oblique et le disque est assez soulevé et allongé. Les yeux sont fortement saillants vers l'avant, convexes et non conoïdes. Les joues sont larges et fortement projetées vers l’extérieur. 
Le pronotum est moins étendu et plus court que le coxa antérieur. La partie antérieure du pronotum est bombée en pente raide à l'arrière et se termine par une fourche à dents courtes et droites. La prozone est plus comprimée et plus haute avec deux tubercules coniques aigus en avant du sillon supra-coxal. La métazone ne présente pas de tubercules. Le lobe antérieur du pronotum est très fortement surélevé. Le lobe postérieur du pronotum n'est pas tuberculé et est plus haut. Le pronotum s'étend au-dessus des hanches. 
Les ailes dépassent l'abdomen chez les deux sexes. Les ailes antérieures des femelles sont plus dilatées de la base à l'apex et les ailes postérieures presque opaques sont jaunes avec des veines sombres. Chez le mâle, seule la partie basale présente cette coloration, le reste étant hyalin. Les ailes antérieures arborent une grande tache oculaire, une tache jaune près de l'épaule et l'apex de couleur claire.
Les fémurs antérieurs sont minces. Les épines externes du coxa antérieur ne sont pas renflées à la base et quatre épines fémorales postéro-ventrales sont présentes. Les fémurs antérieurs sont armés de quatre épines discoïdales,. Les fémurs des pattes méso- et métathoraciques ont un lobe subapical et postéro-ventral. La carène inférieure des fémurs postérieurs est élargie vers le sommet de la plaque. Les fémurs postérieurs sont pourvus d'épines géniculaires. Les pattes postérieures sont lisses au dessus. 
Les segments dorsaux de l'abdomen sont intermédiairement lobés sur les côtés et les ventraux sont pourvus d'un lobe longitudinal au milieu,.

## Liste des espèces
Ce genre comporte cinq espèces :
- Chlidonoptera chopardi Roy, 1964
- Chlidonoptera lestoni Roy, 1975[4]
- Chlidonoptera roxanae Moulin, 2020[2]
- Chlidonoptera vexillum Karsch, 1892
- Chlidonoptera werneri Giglio-Tos, 1915

## Systématique
Le genre Chlidonoptera a été nommé et décrit en 1892 par l'entomologiste allemand Ferdinand Karsch avec pour espèce type Chlidonoptera vexillum par description subséquente.

### Publication originale
- (de) F. Karsch, « Verzeichniss der von Herrn Dr. Paul Preuss im Kamerungebirge erbeuteten Orthopteren », Berliner Entomologische Zeitschrift, Berlin, vol. 37,‎ 1892, p. 65–78 (ISSN 0323-6145, lire en ligne, consulté le 5 avril 2025).